# Ogary
Ogary [pronunciación en polaco: /ɔˈɡarɨ/] (en alemán: Neuhaus) es un pueblo ubicado en el distrito administrativo de Gmina Nowogard, dentro del Condado de Goleniów, Voivodato de Pomerania Occidental, en el norte de Polonia occidental. Se encuentra aproximadamente a 13 kilómetros al noroeste de Nowogard, a 29 kilómetros al noreste de Goleniów, y a 50 kilómetros al noreste de la capital regional Szczecin.